# 食蟹臼齒麗鯛
食蟹臼齒麗鯛，為輻鰭魚綱鱸形目隆頭魚亞目慈鯛科的其中一種，分布於非洲馬拉威湖流域，體長可達20公分，棲息在沉積物堆積的岩石水域，以甲殼類為食，生活習性不明，可作為觀賞魚。

## 擴展閱讀
維基物種上的相關：食蟹臼齒麗鯛